# Supercrambus albiradialis
Supercrambus albiradialis är en fjärilsart som beskrevs av George Francis Hampson 1919. Supercrambus albiradialis ingår i släktet Supercrambus och familjen Crambidae. Inga underarter finns listade i Catalogue of Life.